# تييري مورين
تييري مورين (بالفرنسية: Thierry Morin)‏ (12 ديسمبر 1957 سن جرمن آن له فرنسا - ) هو لاعب كرة قدم فرنسي، يلعب كمدافع.

## روابط خارجية
- تييري مورين على موقع قاعدة بيانات كرة القدم.إي يو (الإنجليزية)
- تييري مورين على موقع ليكيب (الفرنسية)